# بشیر خالقی
بشیر خالقی (زادهٔ ۱۳۲۸ در خلخال) نمایندهٔ حوزهٔ انتخابیهٔ خلخال و کوثر در دورهٔ هشتم و دهم مجلس شورای اسلامی است. شخصیت محافظه کاری دارد؛ و در سال ۱۳۹۴ در دهمین انتخابات مجلس شورای اسلامی با حمایت برخی اصلاح طلبان شاخص خلخال و همچنین بعضی از چهره‌های اصولگرا، با ۱۹۱۲۰ رای راهی بهارستان شد.